# وایمیا (کائوآئی کانتی، هاوایی)
وایمیا (به انگلیسی: Waimea) یک منطقهٔ مسکونی در ایالات متحده آمریکا است که در شهرستان کائوآئی، هاوایی واقع شده‌است. وایمیا ۳٫۳ کیلومتر مربع مساحت و ۱٬۸۵۵ نفر جمعیت دارد.